# Giovanni Benci (1456-1523)
Giovanni Benci (9 agosto 1456 – 9 settembre 1523) è stato un politico e mecenate italiano, noto per essere stato amico di Leonardo da Vinci e fratello di Ginevra Benci, immortalata da Leonardo stesso in un celebre ritratto.

## Biografia

### Nascita e famiglia

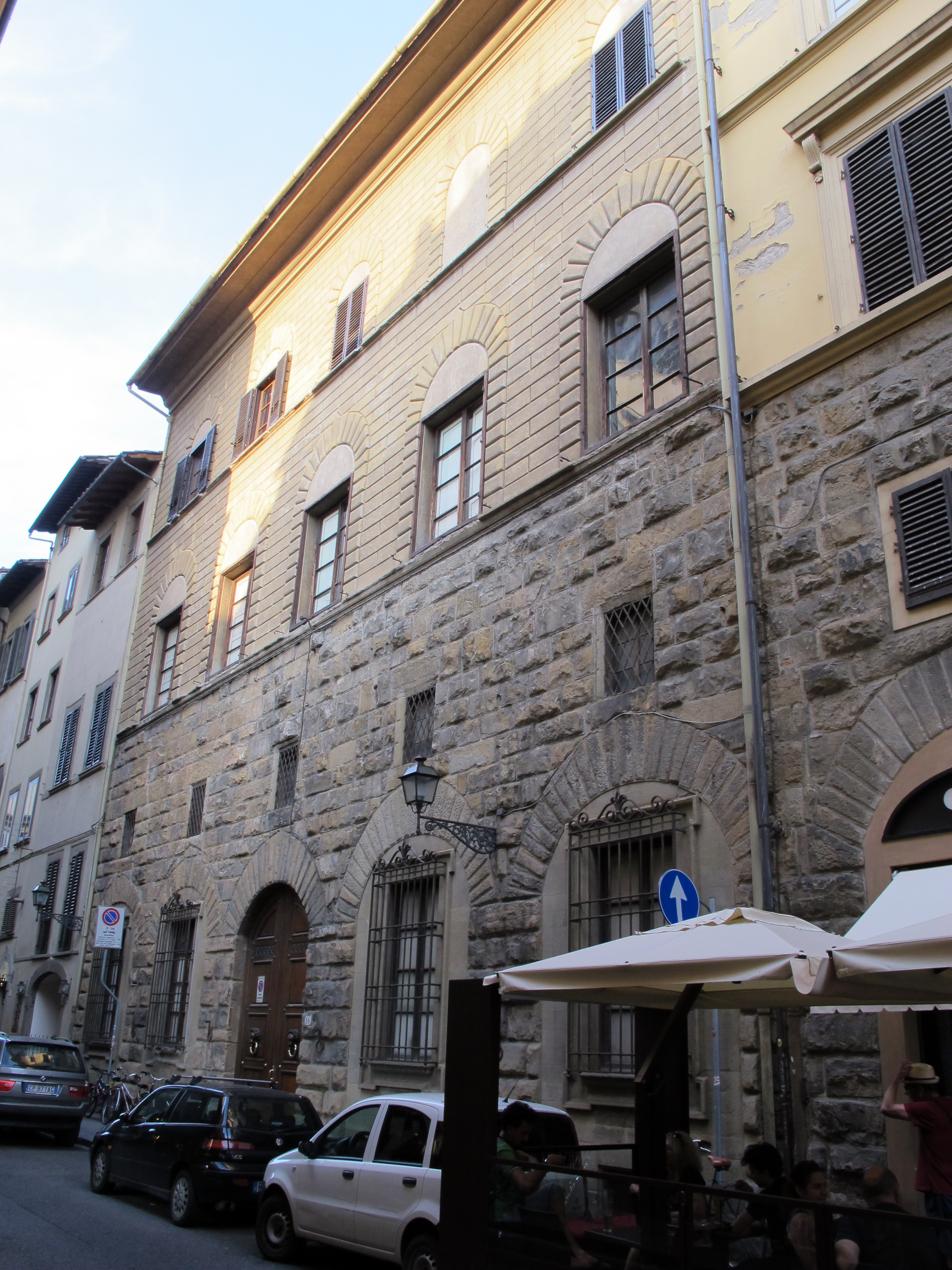
Palazzo de' Benci, nell'omonima via, a Firenze

Giovanni Benci nacque nel 1456 da Amerigo Benci e Monna Antonia Cresci, figlia di Lorenzo Cresci.
Suo padre, che poi fu priore nel 1463, iniziò la sua carriera entrando come impiegato nella compagnia commerciale della famiglia Medici, dove diventò prima socio e poi direttore della filiale ginevrina, per poi imporsi successivamente come un vero e proprio mecenate. Amerigo aveva fatto carriera seguito le orme del suo stesso padre: infatti, era figlio di Giovanni di Amerigo di Simone di ser Donato de' Benci, che fu uno dei principali collaboratori di Cosimo de' Medici, detto "il Vecchio", e ricoprì vari ruoli nelle filiali e compagnie associate della famiglia Medici, lavorando prima come impiegato e poi come contabile nella filiale di Roma (dal 1406), successivamente come direttore in quella di Ginevra (dal 1426), poi lavorò anche nella succursale di Basilea e, infine, dal 1434 ritornò a Firenze e divenne socio e direttore generale della compagnia Medici (unico direttore dal 1443 alla morte).
Il nonno costruì la vera fortuna della famiglia e riuscì a formare uno dei più grandi patrimoni fiorentini e, ad ereditarlo, vi fu anche Amerigo, il padre di questo Giovanni, appunto. Grazie all'ingente somma, che da una stima del 1457 venne valutata nel complesso 26.338 fiorini (il secondo più grande patrimonio a Firenze, superato solo da quello dei Medici), il padre Amerigo poté abbandonare il mondo degli affari e accostarsi a quello della cultura, diventando così un importante collezionista e accogliendo nella propria dimora anche studiosi, intellettuali e artisti. Tra coloro che frequentarono il palazzo familiare si ricordano il filosofo umanista Marsilio Ficino e, tra tutti, Leonardo da Vinci. Proprio con Leonardo, Giovanni istaurò un rapporto di amicizia. Inoltre, sua sorella Ginevra Benci venne immortalata proprio da Leonardo in un celebre ritratto.

### Passioni e interessi
È noto che Giovanni coltivò la passione per le lettere e la scienza, come dimostrato dalle sue collezioni, che includevano il codice con la volgarizzazione del Liber de medicina veterinaria di Giordano Ruffo, un funzionario calabrese alla corte dell'imperatore Federico II di Svevia.
Inoltre, in vita, Giovanni fu anche un superbo cavaliere ed era celebre per cavalcare per Firenze riccamente addobbato e su cavalli di razza, acquistati a caro prezzo. Proprio da lui derivò il detto "ecco seicento" quando si vedeva un cavallo riccamente ornato, poiché pagò un cavallo barbaro l'esorbitante somma di 600 fiorini d'oro.
Inoltre, secondo le tradizioni di famiglia, egli non disegnò pubblici incarichi e fu infatti priore nel 1517.

### Morte ed eredità
Giovanni morì il 9 settembre del 1523 e lasciò presumibilmente tutti i suoi averi al figlio primogenito Amerigo, nato nel 1499.

## Amicizia con Leonardo da Vinci

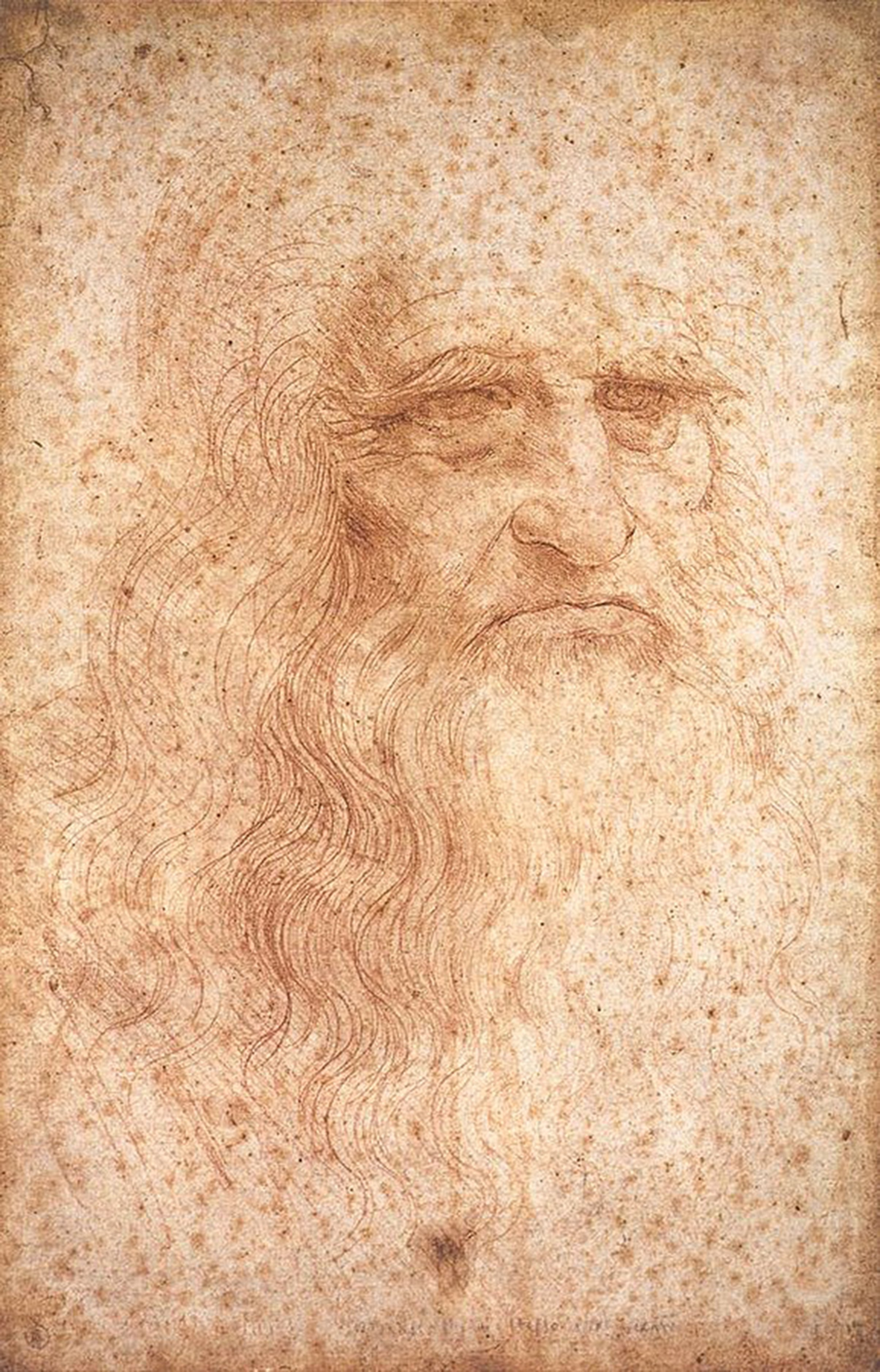
Il cosiddetto Autoritratto di Leonardo da Vinci, c. 1510-1515, sanguigna, inv. no. 15571 della Biblioteca Reale di Torino.

Tra Giovanni Benci e Leonardo da Vinci, che per l'appunto frequentò il palazzo familiare dei Benci, nacque un'amicizia, vista anche la condivisione di alcune passioni comuni e il fatto che fossero pressoché coetanei, con Leonardo più grande di Giovanni di soli quattro anni.
Il rapporto di fiducia instaurato tra i due è confermato dal fatto che tra loro vi fu anche uno scambio di oggetti, come riscontrabile in alcuni scritti di Leonardo, in cui egli cita fra i suoi compagni un Giovanni di Amerigo Benci e, in particolare, lo ricorda in alcuni promemoria relativi alla possessione da parte di Giovanni del suo mappamondo, una parte dei suoi libri, alcuni strumenti di lavoro e alcune pietre preziose (diaspri).

### Il mappamondo di Leonardo

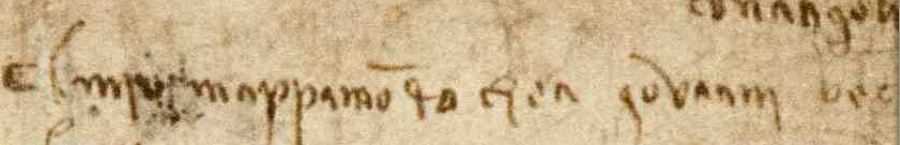
Leonardo scrisse "el mio mappamondo con Giovanni Beci" ("il mio mappamondo che ha Giovanni Benci") nel recto della pagina 331 del suo Codice Atlantico, databile al 1504.

Proprio in merito al mappamondo, Leonardo scrisse nel recto della pagina 331 del suo Codice Atlantico: «el mio mappamondo con Giovanni Be[n]ci» (1504). Nello stesso codice, ripete la parola "mappamondo" anche un'altra volta. Ancora, ritorna il «mappamondo de' Benci» nel recto della pagina 191 del suo Codice Arundel (1504). Gli oggetti che Leonardo lasciò nelle mani di Giovanni furono consegnati mentre il primo era in viaggio, ma, in particolare, il perché Giovanni fosse in possesso del suddetto mappamondo va ipotizzato nell'interesse da parte di Giovanni stesso di studiarlo, sebbene probabilmente non ancora completato, come intuibile dalla successiva richiesta di resa da parte di Leonardo.
Del cosiddetto "mappamondo" se ne erano perse le tracce, fino a quando il 16 giugno 2012 un globo cavo, costituito dalle metà inferiori congiunte di due uova di struzzo, venne presentato per la vendita alla London Map Fair (Fiera della Mappa di Londra) tenutasi presso la Royal Geographical Society e dove quest'ultimo venne erroneamente presentato come uno scrimshaw del XIX secolo e, qui, il globo venne scoperto dallo studioso e ricercatore Stefaan Missinne. Sempre nel 2012 venne confermata dal professor Rudolf Schmidt, ex presidente della Società Coronelli, la somiglianza di questo oggetto col Globo Hunt–Lenox, un altro globo cavo datato al 1504, ma in rame rosso, che, prima di questa scoperta, veniva considerato il secondo più antico esemplare del suo genere (dopo l'Erdapfel di Martin Behaim). Successivamente il legame tra i due globi venne confermato anche nel 2013 dall'arciduca Géza d'Asburgo-Lorena, esperto d'arte.
Il globo di uova di struzzo, datato intorno al 1504, potrebbe essere il primo globo terrestre esistente a rappresentare il Nuovo Mondo. Un disegno preparatorio del 1503 di Leonardo, presente nel Codice Arundel, mostra la rappresentazione dell'Africa e del Nuovo Mondo, così come questo globo. Inoltre, ad avvalarne la datazione e la paternità, vi sono ulteriori studi sullo stile di una capigliatura nell'incisione di un marinaio che sta affogando e sull'incisione di una delle barche raffigurate, identica a quella presente in un codice di Francesco di Giorgio Martini (c. 1487–1490), che Leonardo possedette ed è l'unico manoscritto conosciuto con due annotazioni.
Inoltre, sull'emisfero inferiore del mappamondo è stata trovata la traccia di una goccia di rame, presumibilmente accidentale, nella cui composizione è stato trovato dell’arsenico, un preparato chimico conosciuto per la prima volta proprio da Leonardo stesso, per evitare l'ossidazione naturale del metallo ramoso. Inoltre, il suddetto Globo Lenox, sebbene sia fatto di rame, non presenta alcuna traccia di patine o ossidazione ed è datato anch'esso al 1504; da qui la presunta prova inconfutabile che ritiene il mappamondo di uova essere il prototipo preparatorio del Globo Lenox.

### L'Adorazionedi Leonardo

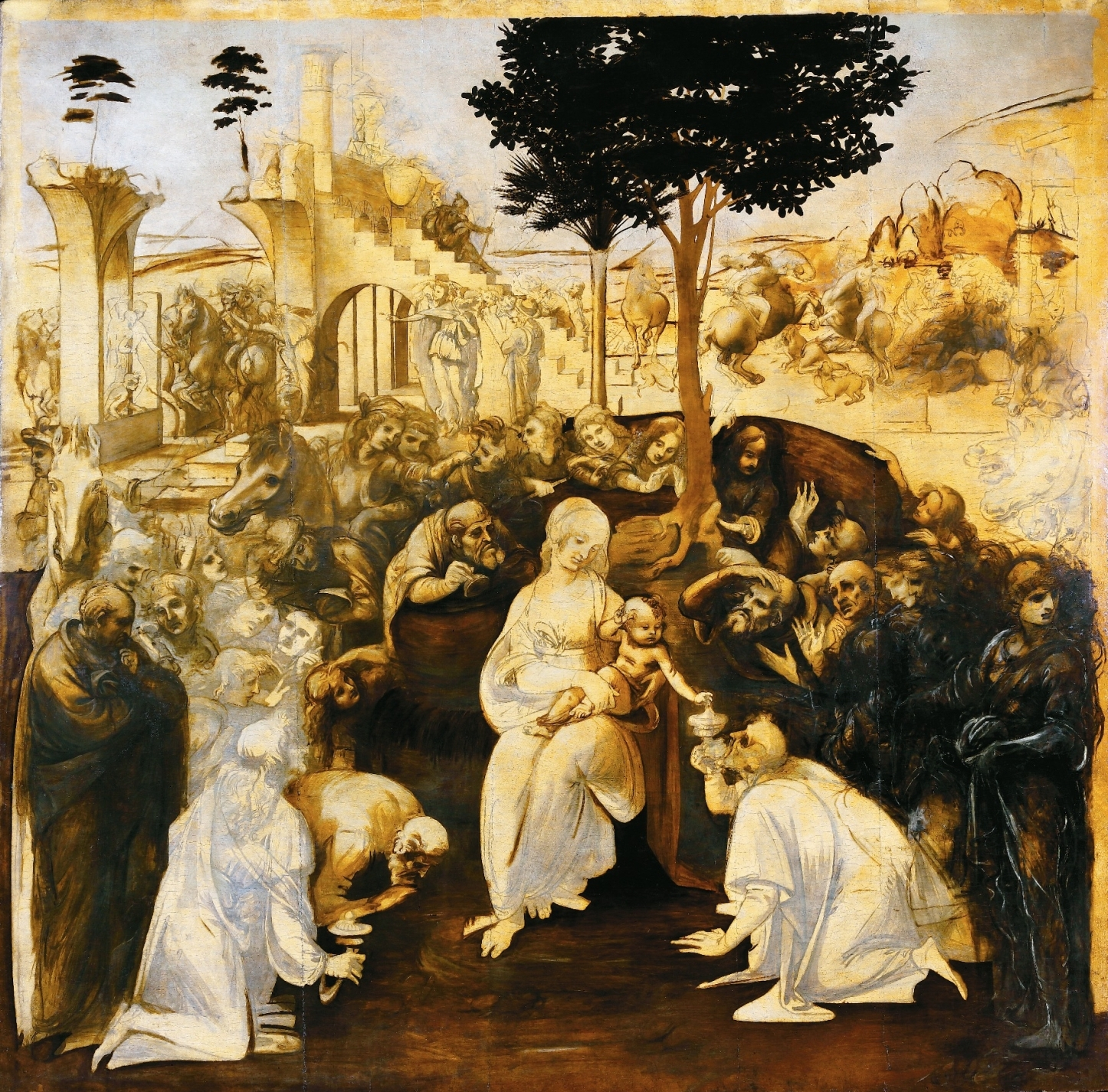
Adorazione dei Magi, dipinto di Leonardo da Vinci, 1481 (Galleria degli Uffizi di Firenze)

Nel 1481, Leonardo ricevette l'incarico di dipingere un'Adorazione dei Magi dai monaci agostiniani della Chiesa di San Donato in Scopeto a Firenze, ma partì per Milano l'anno successivo, non esitando a lasciare il dipinto incompiuto. Infatti, tutt'oggi visibile nella collezione degli Uffizi, l'opera si presenta solo con il disegno preparatorio.
E proprio alla sua partenza, Leonardo lasciò la grande tavola nella casa paterna di Giovanni Benci, come riportato dallo storico e artista Giorgio Vasari. Il Vasari, infatti, nella biografia leonardesca della seconda edizione delle sue Vite (1568) afferma, parlando al passato, che l'opera «era in casa d'Amerigo Benci dirimpetto alla loggia dei Peruzzi».

### Esplicazioni
1. ↑  In merito a ciò, infatti, Leonardo scrisse nel verso della pagina 1103 del suo Codice Atlantico: 
«Metti nella mistura il rame arso, ovvero la corrompi collo arsenico, ma sarà frangibile»

### Fonti
1. ↑  Sepoltuario - Benci, Giovanni di Amerigo di Giovanni di Amerigo di Simone
2. 1 2 3 4 5 6 7 8 9   Yves Renouard, Eugenio Ragni, BENCI, Amerigo, in Dizionario biografico degli italiani, Roma, Istituto dell'Enciclopedia Italiana. URL consultato il 5 aprile 2021.
3. 1 2 3   Yves Renouard, BENCI, Giovanni, in Dizionario biografico degli italiani, Roma, Istituto dell'Enciclopedia Italiana. URL consultato il 5 aprile 2021.
4. 1 2 3 4 5 6  Bambach, Manges, Stern, pag. 131.
5. 1 2  Ademollo, pag. 421.
6. ↑  Sepoltuario - Benci, Amerigo di Giovanni di Amerigo di Giovanni di Amerigo
7. 1 2 3 4  Missinne, pp. 123-124.
8. 1 2 3 4 5 6   Il primo globo con il nuovo mondo è di Leonardo da Vinci: ecco le prove [collegamento interrotto], su vivoumbria.it. URL consultato il 5 aprile 2021.
9. ↑  Missinne, pag. 129.
10. ↑  Missinne, pp. 1-4.
11. 1 2 3 4  (EN) Jeremy M. Norman, The Earliest Surviving Globe Showing the New World, su historyofinformation.com. URL consultato il 5 aprile 2021.
12. 1 2  Stefaan Missinne, A Newly Discovered Early Sixteenth-Century Globe Engraved on an Ostrich Egg: The Earliest Surviving Globe Showing the New World (2013), pp. 8–24, The Portolan (giornale della Washington Map Society).
13. 1 2  Christine von Gall, Press Release: The Da Vinci Globe by Stefaan Missinne (6 agosto 2019), Cambridge Scholars Publishing (archiviato il 21 agosto 2020).
14. ↑  Missinne, pp. 140-143, 159-160.
15. 1 2   Adorazione dei magi. Leonardo da Vinci, su Galleria degli Uffizi. URL consultato il 5 aprile 2021 (archiviato dall'url originale il 24 marzo 2021).
16. 1 2  Bambach, Manges, Stern, pag. 129.
17. ↑   Il restauro dell’Adorazione dei Magi di Leonardo da Vinci. Capire il non-finito, su Galleria degli Uffizi, 27 settembre 2017. URL consultato il 5 aprile 2021.